# 藤野裕規
藤野 裕規（ふじの ゆうき、生年不詳 2月8日- ）は日本の男性声優、ナレーター。東京都出身。

## 人物・来歴
アミューズメントメディア総合学院、メディアフォース、コトリボイスに所属。
2024年8月31日、コトリボイス解散に伴いフリーとなる。

## 出演

### テレビアニメ
- 錆色のアーマ-黎明-（2022年、コンキスタドール兵）

### 劇場アニメ
- べるぜバブ〜拾った赤ちゃんは大魔王!?〜（2010年）※ジャンプスーパーアニメツアー上映作品
- ベルセルク 黄金時代篇 III 降臨（2013年）
- ケンダマスター拳（2021年、作業員、オペレーター、アメリカ人）

### ゲーム
- ジャック・ザ・リッパー（ハリー）
- シェンムーⅢ（洪徳靖、他）
- ケープ君の脱出ゲーム（2019年、主人公） - 2作品[2]
- Cresteaju（2020年、ディザ）
- Buddy Collection Extra -胡蝶荘の奇妙な五人-（2021年、桐江圭[3]）
- 探偵撲滅（2021年、社畜探偵[4]）
- サイコロサイコ -セブンスヘブン-（2023年、牢獄の男[5]）

### 同人ゲーム
- シェアメイト＋（2021年、九条清貴[6]）
- やまとまほろば地魂これくしょん（2024年、長門[7]）※ブラウザゲーム

### ドラマCD
- VAZZY　vol.1-始動-

### ナレーション
- 東京国立近代美術館「THE　備前～土と炎から生まれる造形美～」解説ムービー
- 東京都美術館「ティツィアーノとヴェネツィア派展」展示映像、テレビCM

### アプリ
- トリックスター～召喚士になりたい～（エル、ロビン、レンズ他）

### デジタルコミック
- 野いちご・ベリーズカフェチャンネル
  - 身ごもり政略結婚（2021年、須藤大雅[8]）
  - 明智家は溺愛をたくらむ。（2021年、明智怜[9]）
  - 悪役令嬢は二度目の人生で返り咲く〜破滅エンドを回避して、恋も帝位もいただきます〜（2021年、ギュンター[10]）
  - 離婚からはじめましょうー極上社長はお見合い妻を逃さないー（2023年、小田嶋慶次[11]）
- ジャンプチャンネル
  - 学生服の回収屋（2021年、ガンケイ[12]）
  - 守れ!しゅごまる（2021年、男子生徒[13]、ファイアドラゴン[14]）
  - ドロンドロロン（2022年、小学校教員[15]、モノノケ[16]）
  - 死神に願う（2022年、主人公の父親[17]）
  - エクソシストのキヨシ君（2022年、ナレーション[18]）
  - 鵺ん家（2022年、ヤンキー[19]）
  - ヤシャツバキ（2022年、拝見弦一郎[20]）
- ゼロサムYouTubeチャンネル
  - 箱庭のマグリス（2022年、ツバキ[21]）
  - 騎士団長は元メガネ少女を独り占めしたい（2022年、レオン・カートライト[22]）
  - 婚約破棄した伯爵令嬢は幸せな宝石鑑定士になりました（2023年、ロバート・ウィルズ公爵[23]）
  - イケメンおねこは晴田に飼われたい（2023年、おねこ[24]）